# Tramway de Lourdes
Le tramway de Lourdes est un réseau de tramway urbain qui desservit la ville de Lourdes (Hautes-Pyrénées) de 1899 à 1930.

## Histoire

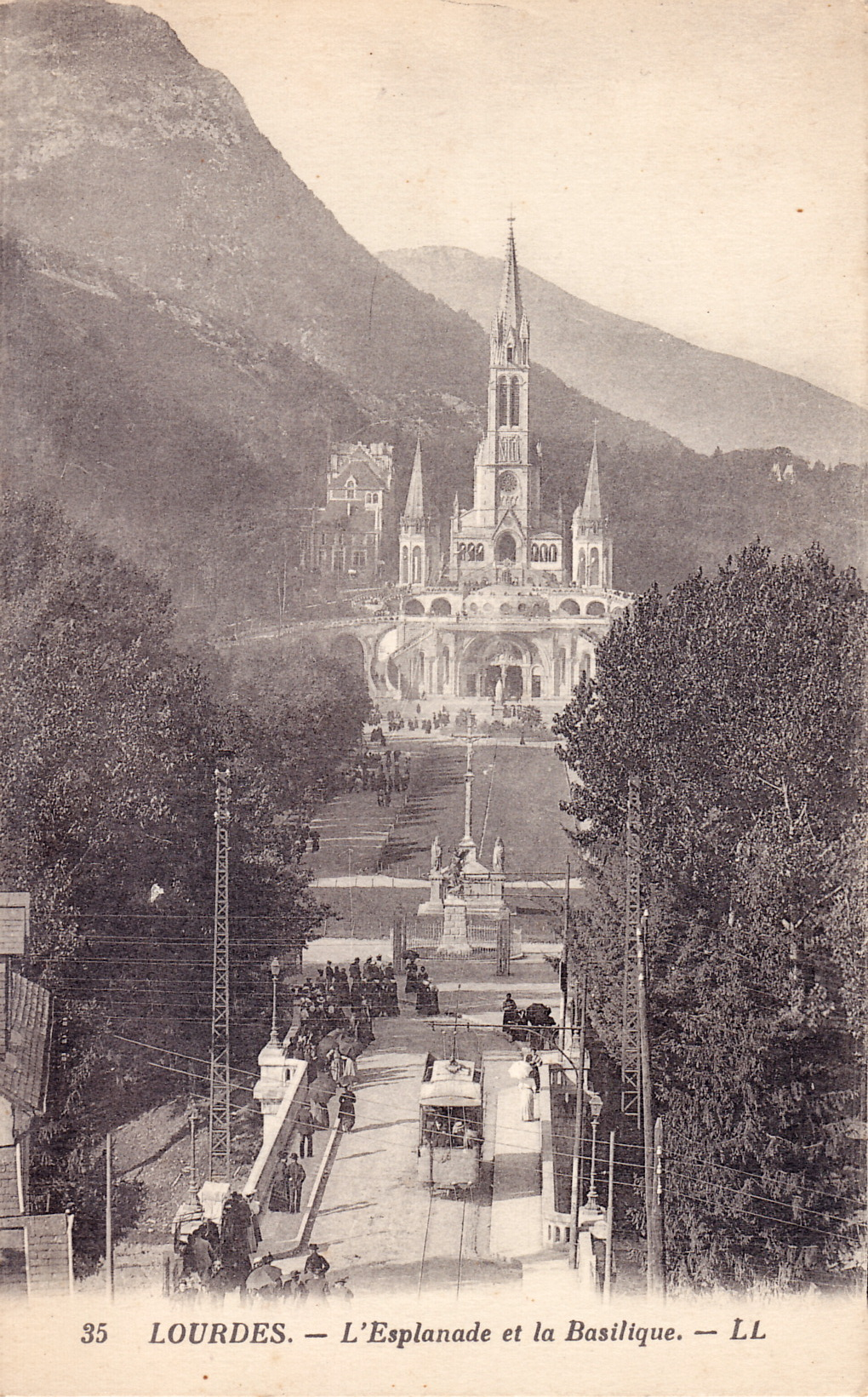
Tramway des lignes A et B devant l'esplanade de la Basilique.

Le tramway fut déclaré d'utilité publique par un décret du 8 octobre 1899 au bénéfice de M. Maisonnabe, investisseur parisien, qui se substitua la Compagnie des tramways de Lourdes pour réaliser et exploiter le réseau.
Cette compagnie, créée le 18 février 1899 par acte devant Me Cotelle, notaire à Paris et filiale de la Société française de tramways électriques et de chemins de fer, avait son siège 2 rue de la Bienfaisance à Paris, puis avenue Saint-Joseph à Lourdes, sans doute à la même adresse que le dépôt et l'usine électrique. Elle bénéficiait d'une concession de cinquante ans, durée censée permettre à la société d'amortir les lourds investissements que représentaient la création des infrastructures du réseau et son équipement.
La compagnie est présidée par le comte de Ségur-Lamoignon et dirigée par Pierre Arrachart, ingénieur IDN, antérieurement à la Compagnie de Fives-Lille. L'exploitation du tramway étant déficitaire, il y substitue un réseau d'autobus en 1930.

## Infrastructure
- type UIC 60 ;
- type Vignole ;
- type Broca ou à gorge, typique des voies de tramway car permettant l'implantation de la voie dans la chaussée ;
- type double champignon symétrique ;
- double champignon asymétrique.

Les divers types de rails.
De gauche à droite :
Le tramway de Lourdes utilisait le type Broca.

Le réseau, à voie métrique et voie unique, était équipé de rails à gorge, de type Broca, adapté à sa pose sur la voie publique, et lourds de 36 kg/m. Le croisement des tramways était possible aux stations dotées d'évitements, et le tracé des lignes était difficile, puisqu'il comprenait des rampes de 9,2 % et des courbes de seulement 17 m de rayon.
Le dépôt et la centrale électrique étaient implanté rue Saint-Joseph.

### Les lignes
Selon le cahier des charges de la concession, le réseau devait être constitué des lignes suivantes :
- ligne A. De la gare à la Grotte par l'avenue de la Gare et le boulevard de la Grotte ;
- ligne B. De la gare à la Grotte, par l'avenue de la Gare, la chaussée Maransin, la place du Marcadal et la rue de la Grotte ;
- ligne C. De la gare à la halte de Soum par l'avenue de la Gare, la chaussée Maransin, la place du Marcadal et la route d'Argelès ;
- ligne D. De la halte de Soum à la Grotte par la route d'Argelès, la place du Marcadal et la rue de la Grotte[1].

La ligne D empruntait successivement les voies des lignes B et C, la bifurcation se faisant place du Marcadal. La halte de Soum se trouvait sur la Ligne de Lourdes à Pierrefitte-Nestalas et desservait le terminus du funiculaire du pic du Jer.

## Exploitation

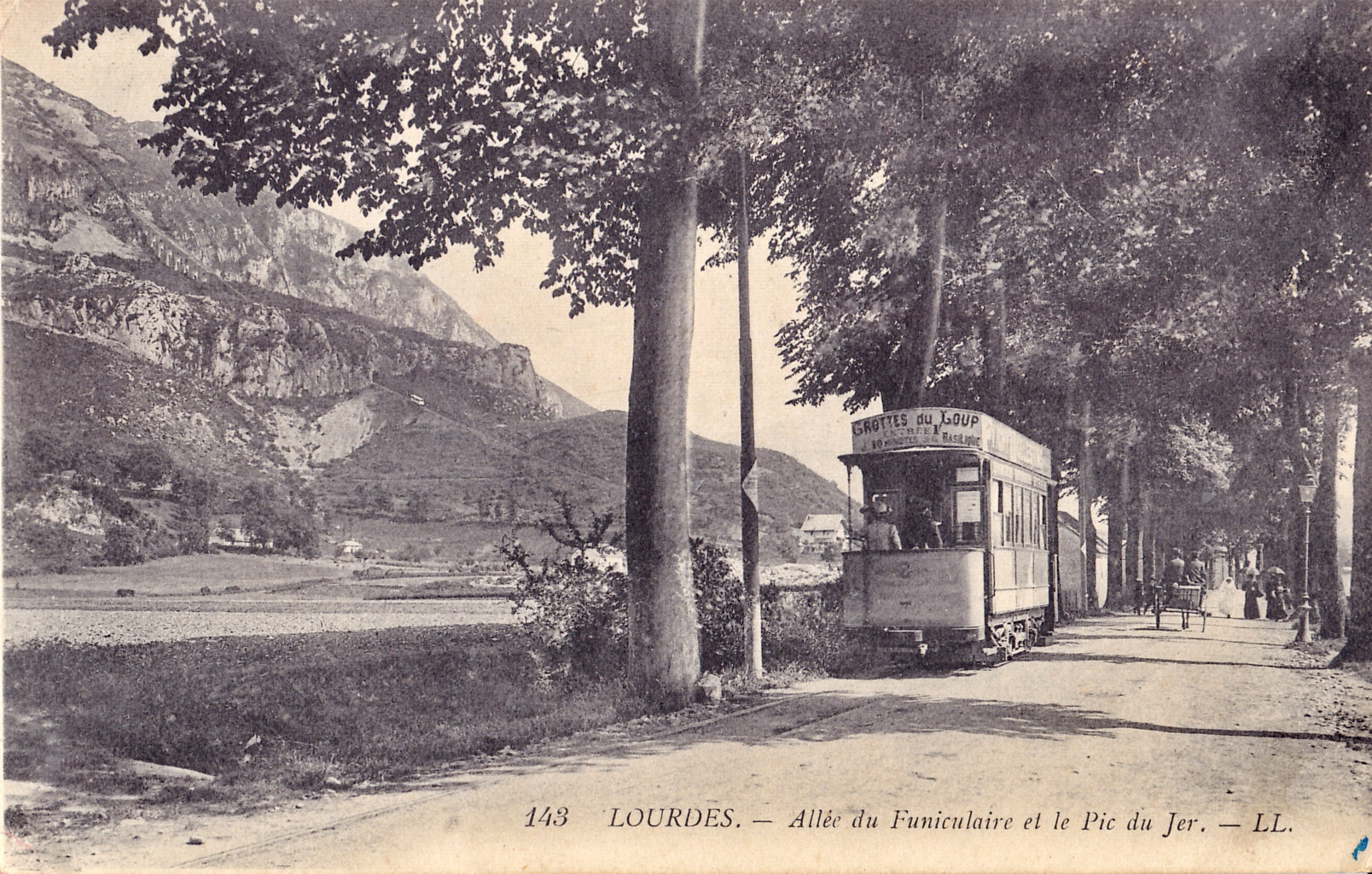
Motrice sur la ligne C prolongée vers le terminus du funiculaire du pic du Jer, ver 1917.

Le trafic du réseau était limité, mais sujet à des variations saisonnières assez marquées. Il ne fut jamais rentable.
Aux termes du cahier des charges de la concession, la compagnie devait assurer un service permettant d'assurer la correspondance avec tous les trains desservant la gare de Lourdes, avec au moins quatre allers-retours par heure en hiver (du 16 octobre au 15 avril), et de douze par heure en été (du 16 avril au 15 octobre). Le tarif variait également selon la période, passant de 10 centimes par voyage en hiver à 15 centimes en été. La vitesse des rames ne pouvait dépasser 15 km/h.

### Matériel roulant
La compagnie acquit au début de l'exploitation vingt motrices à plates-formes ouvertes et accès latéraux, comportant 40 places dont 20 places assises, ainsi que six remorques ouvertes de 32 places.
L'entreprise disposait en 1928, peu avant la fin de l'exploitation, de 28 motrices et de 6 remorques.

## Vestiges et matériels préservés
Le dépôt du tramway a été réaffecté et sert désormais d'ateliers municipaux.
Il existe encore de nombreuses appliques murales (ou rosaces) qui servaient au maintien des fils aériens d alimentation. Il suffit de lever les yeux vers le premier étage des immeubles qui se situent sur le passage du Tramway.